# قائمة البعثات الدبلوماسية لأذربيجان

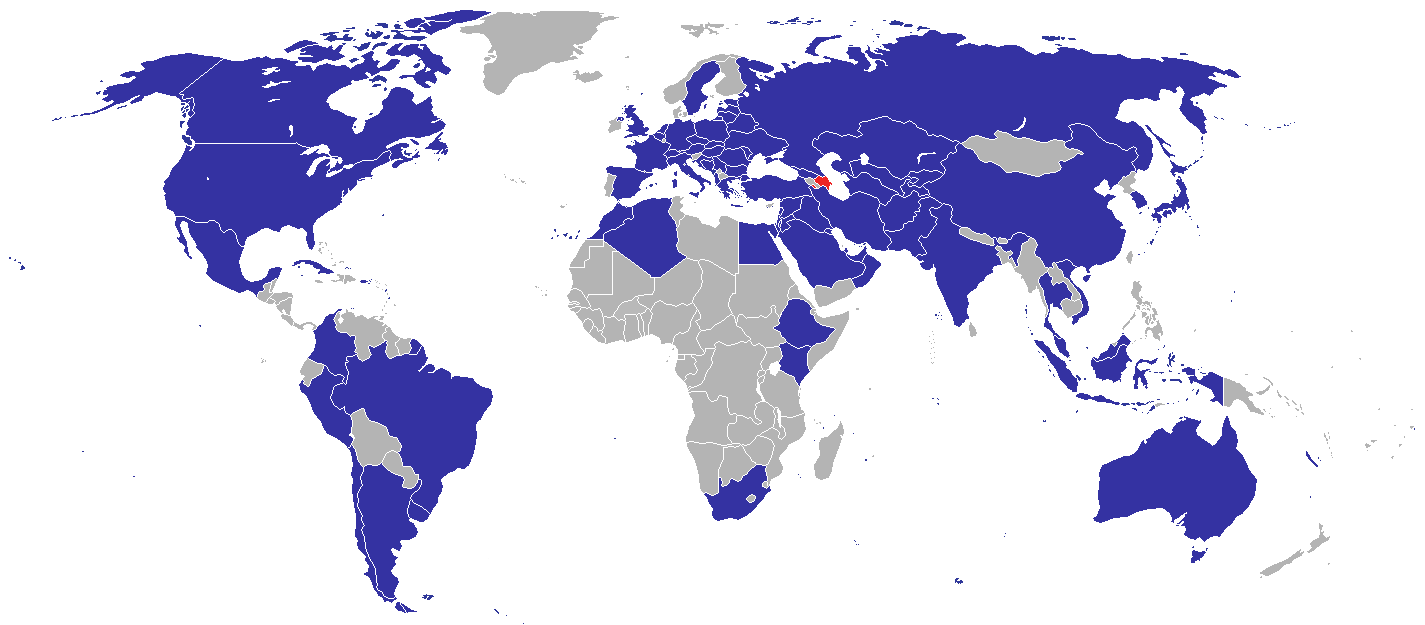
الدول المضيفة للبعثات الدبلوماسية لأذربيجان

أنشئت أول هيئة دبلوماسية أذربيجانية، وزارة الخارجية، في عام 1918 عندما أصبحت أذربيجان جمهورية، وعين محمد حسن هجينسكي أول وزير للشؤون الخارجية. أرسل البرلمان وفدًا دبلوماسيًا إلى الإمبراطورية العثمانية، وبذلك أصبحت تركيا أول دولة تعترف باستقلال أذربيجان، تليها إيران. كانت أذربيجان ممثلة في مؤتمر باريس للسلام في عام 1919. في عام 1920، أصبحت البلاد تحت السيطرة السوفيتية ولم تعد قادرة على اتباع سياسة خارجية مستقلة. في عام 1991، بعد سقوط الاتحاد السوفيتي، استعادت أذربيجان استقلالها وأقامت علاقات ثنائية مع البلدان الأخرى. لدى أذربيجان اليوم أكثر من 70 سفارة وقنصلية في جميع أنحاء العالم.
هذه قائمة بالبعثات الدبلوماسية لأذربيجان.

## أفريقيا

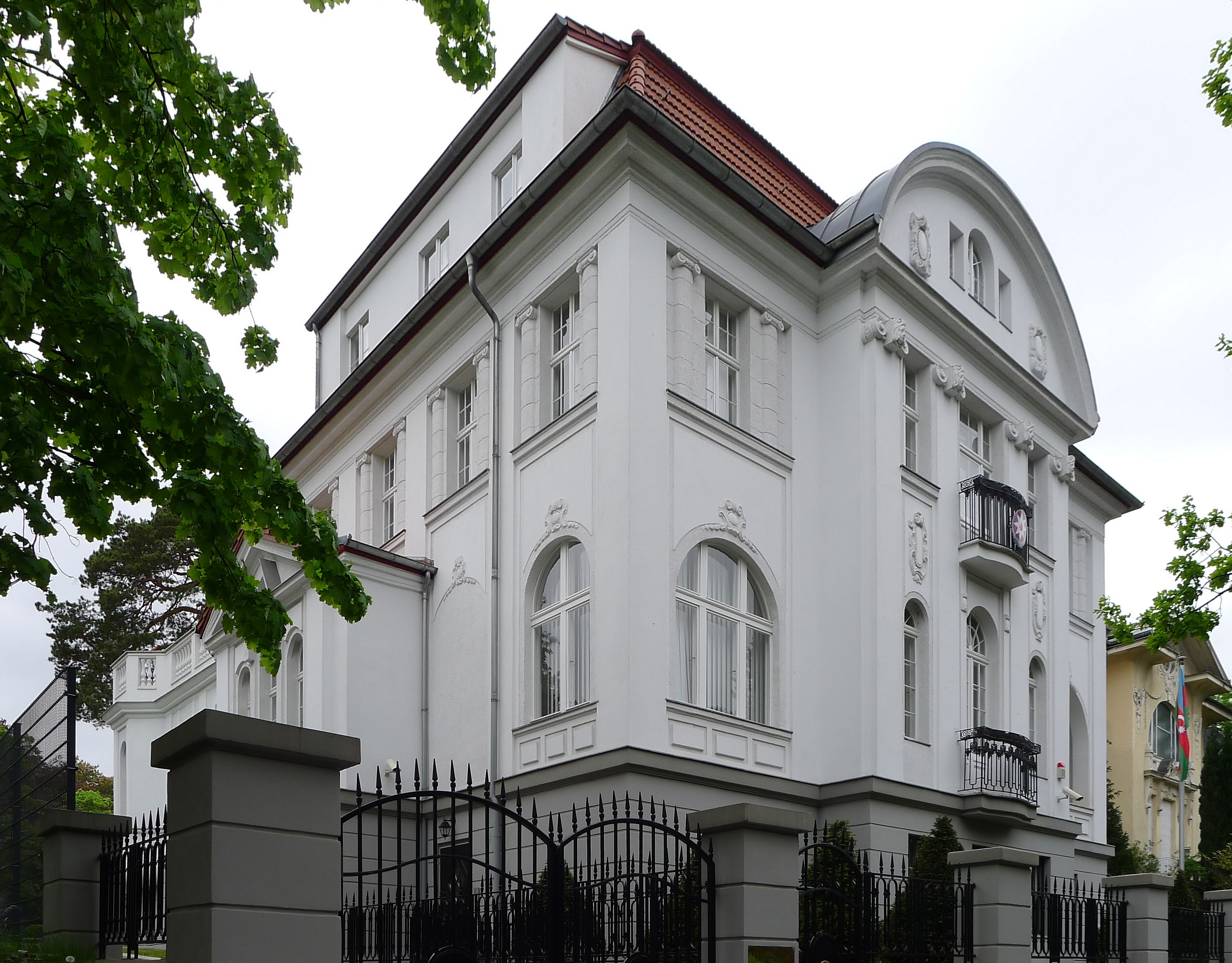
سفارة أذربيجان في برلين

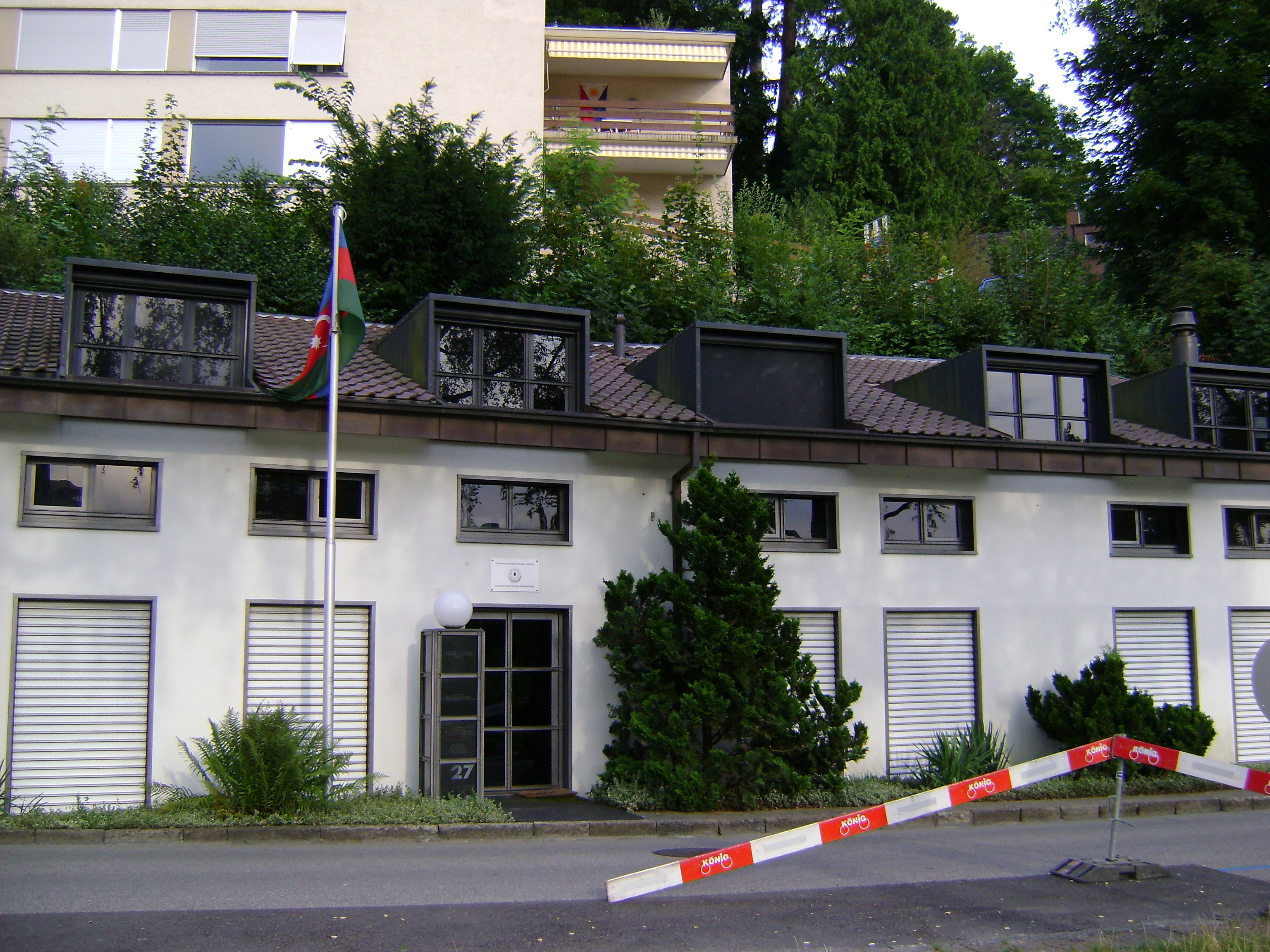
سفارة أذربيجان في برن

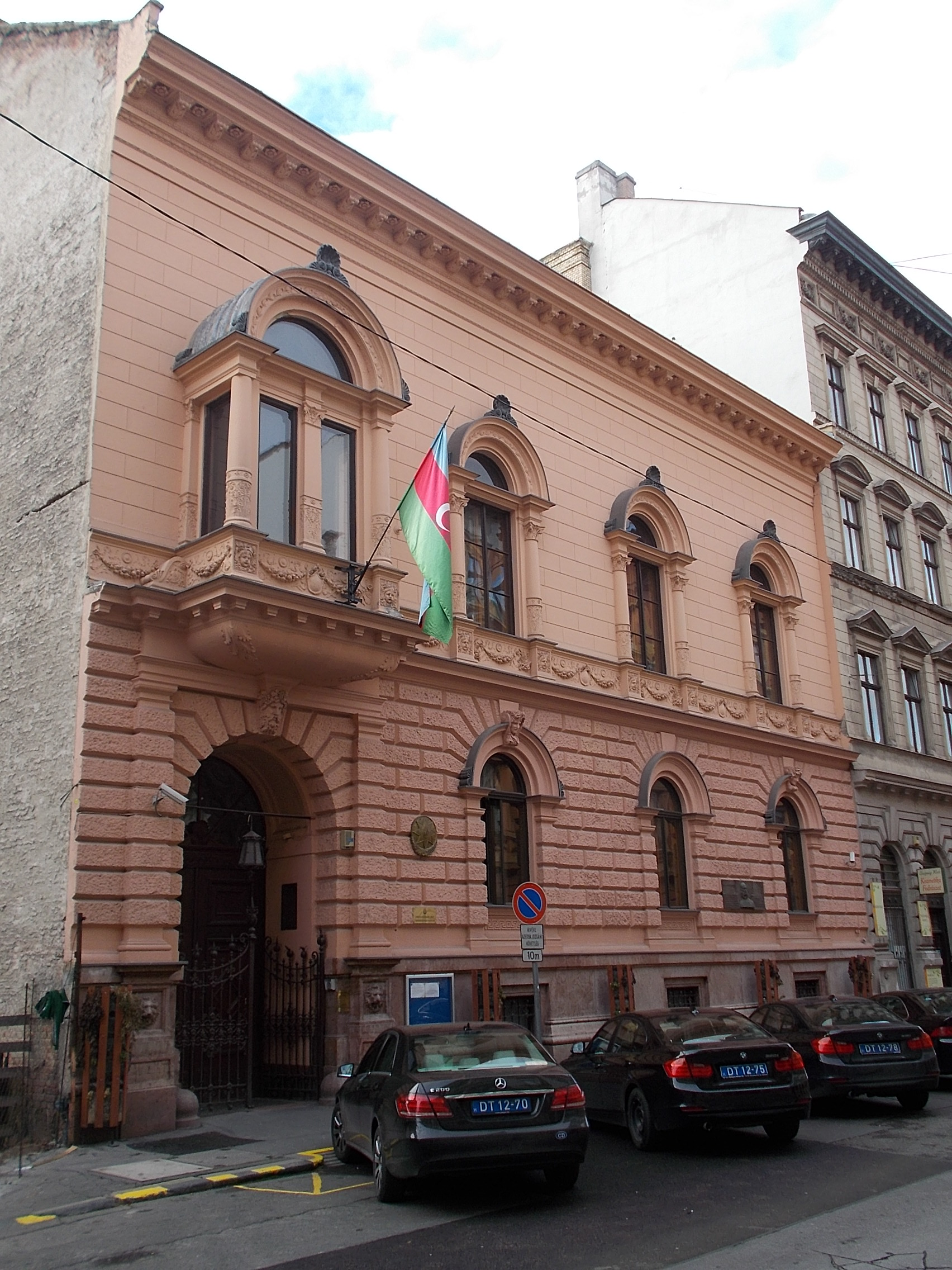
سفارة أذربيجان في بودابست

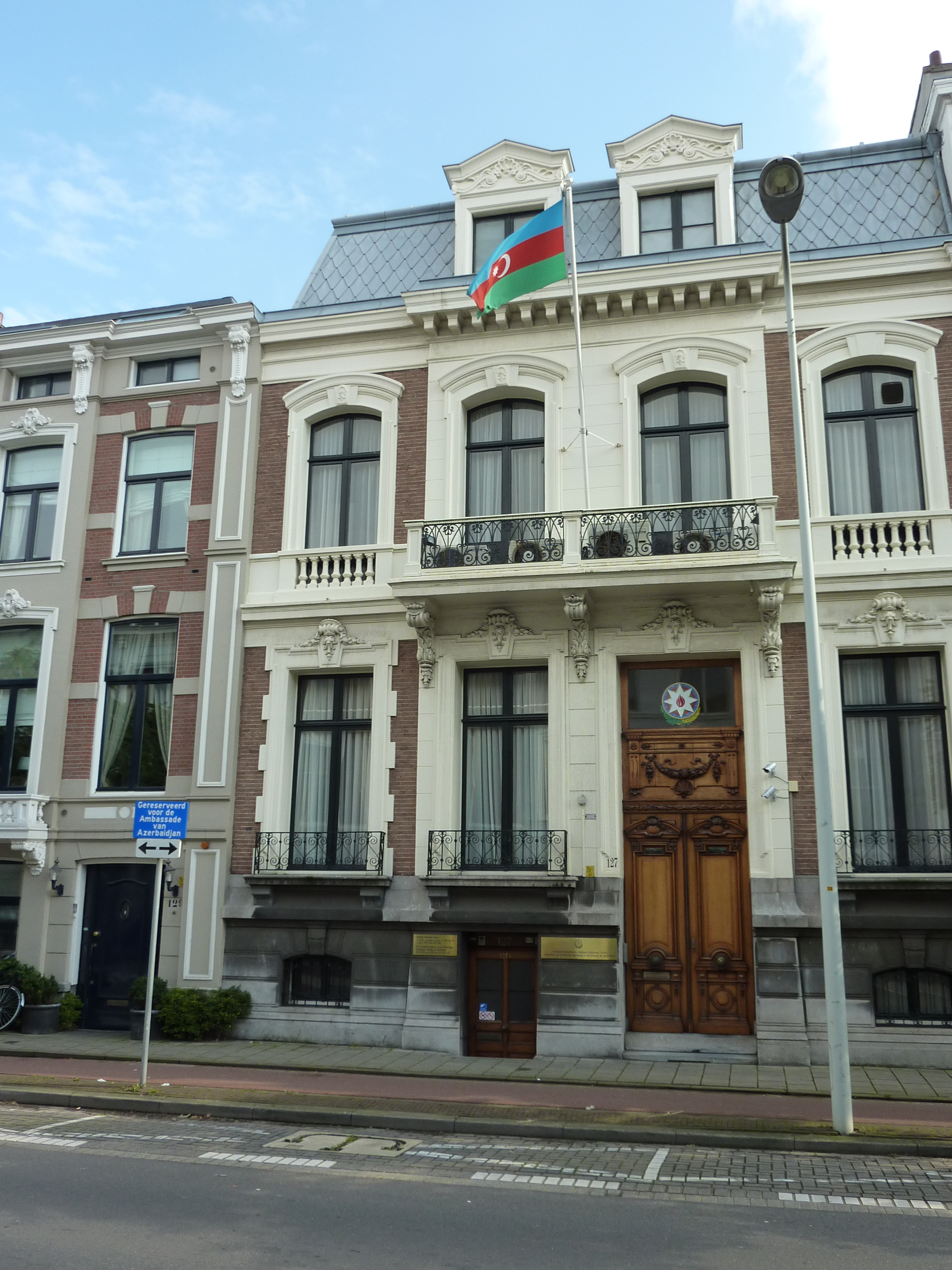
سفارة أذربيجان في لاهاي

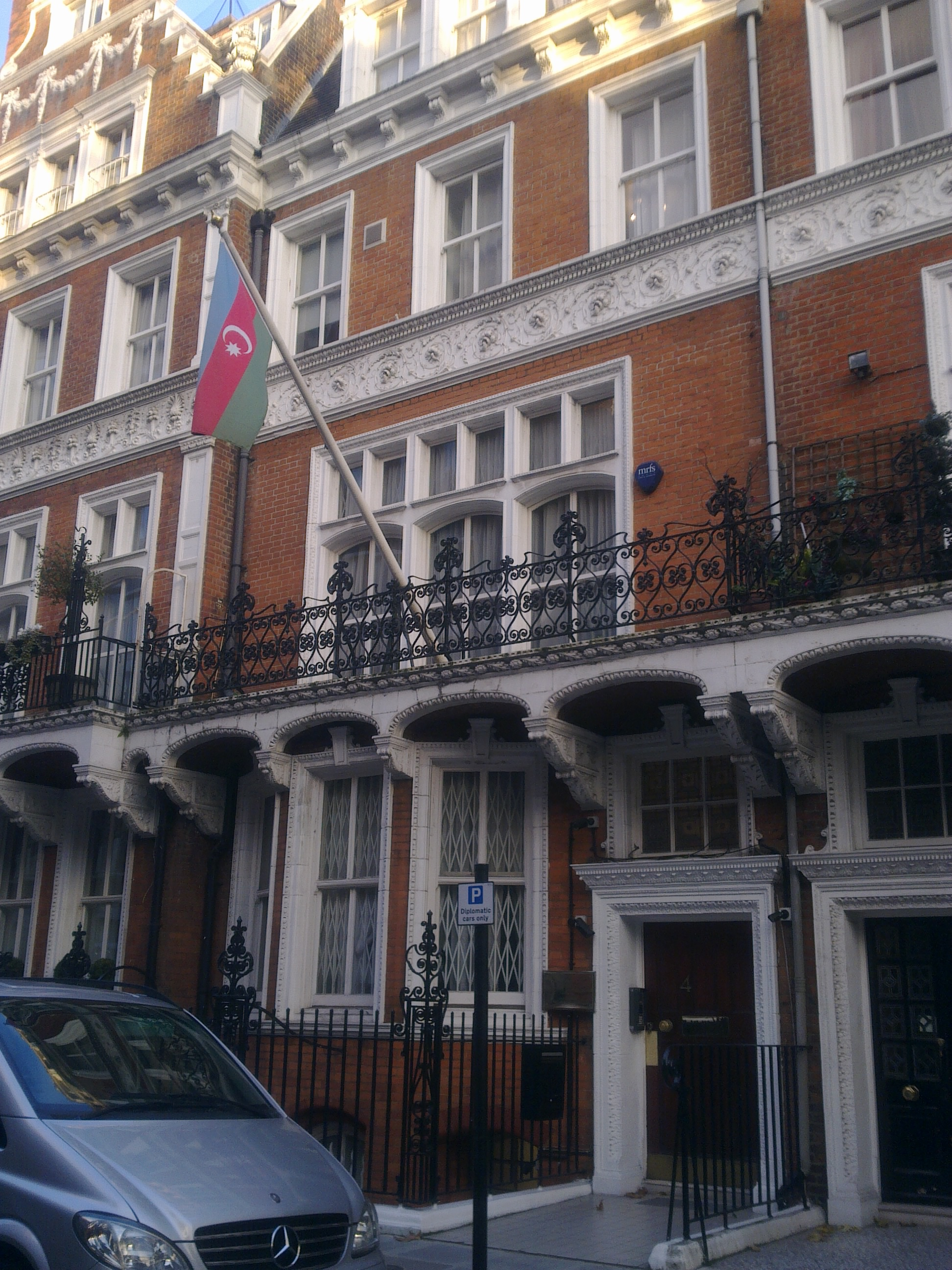
سفارة أذربيجان في لندن

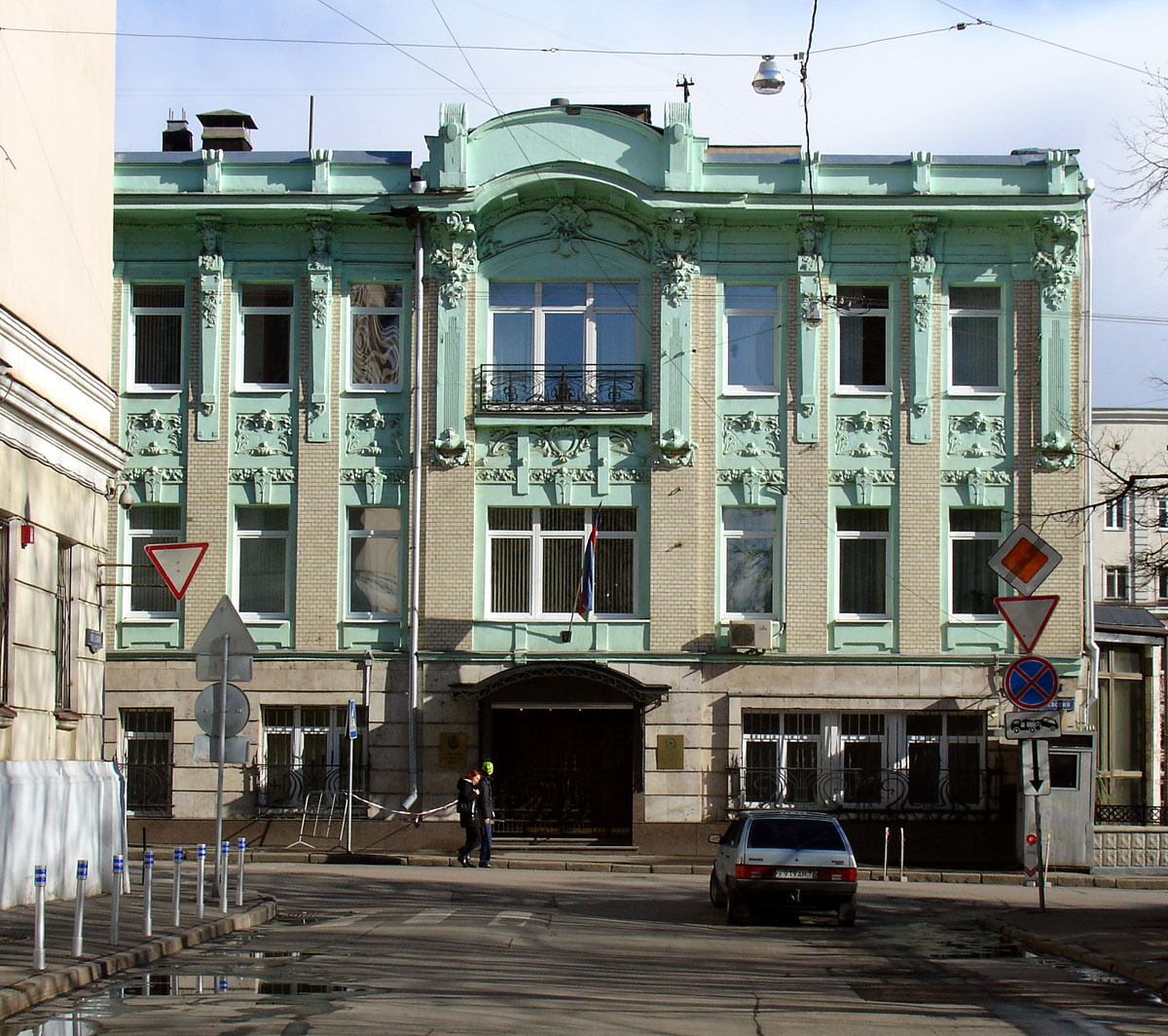
سفارة أذربيجان في موسكو

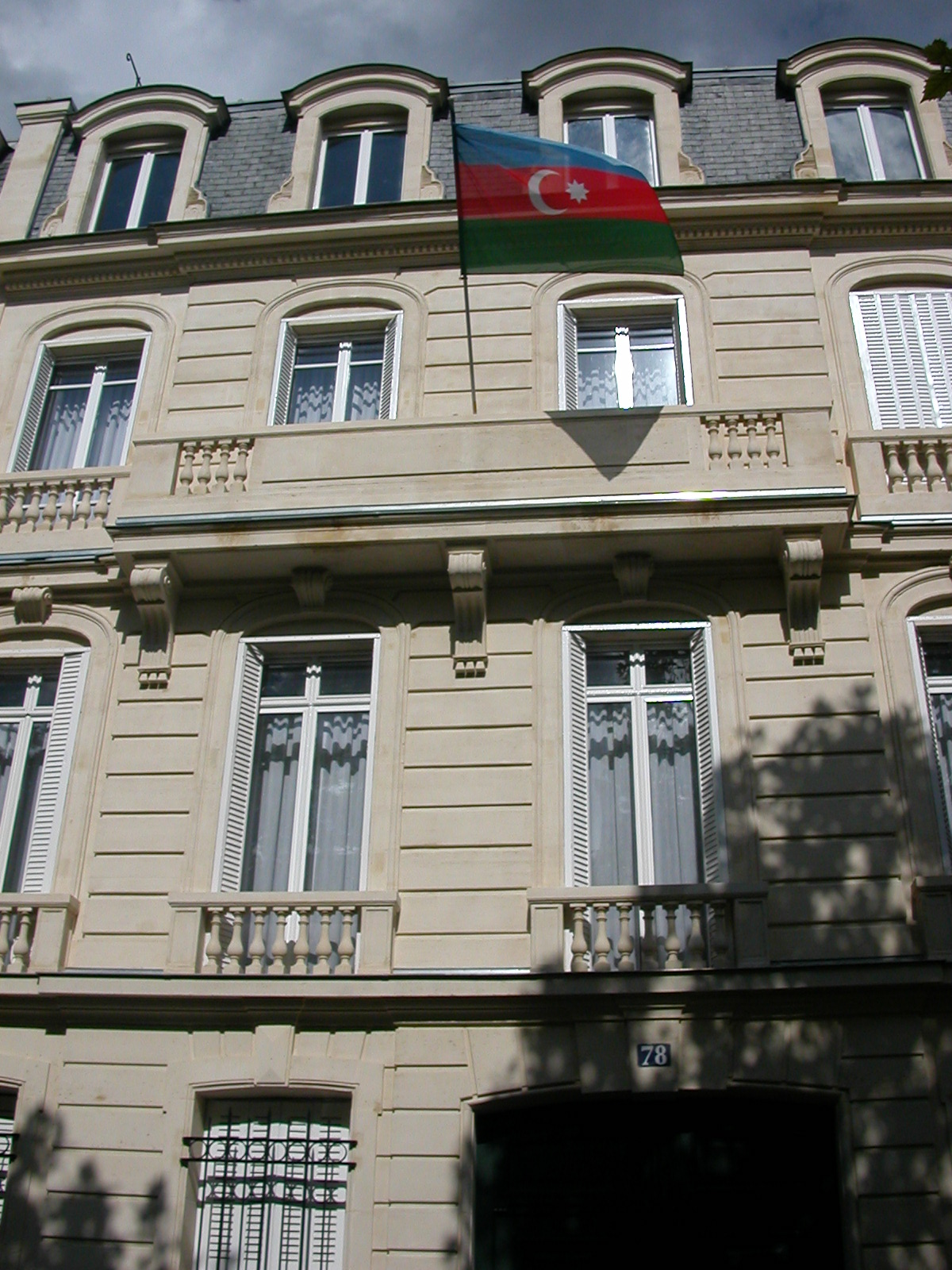
سفارة أذربيجان في باريس

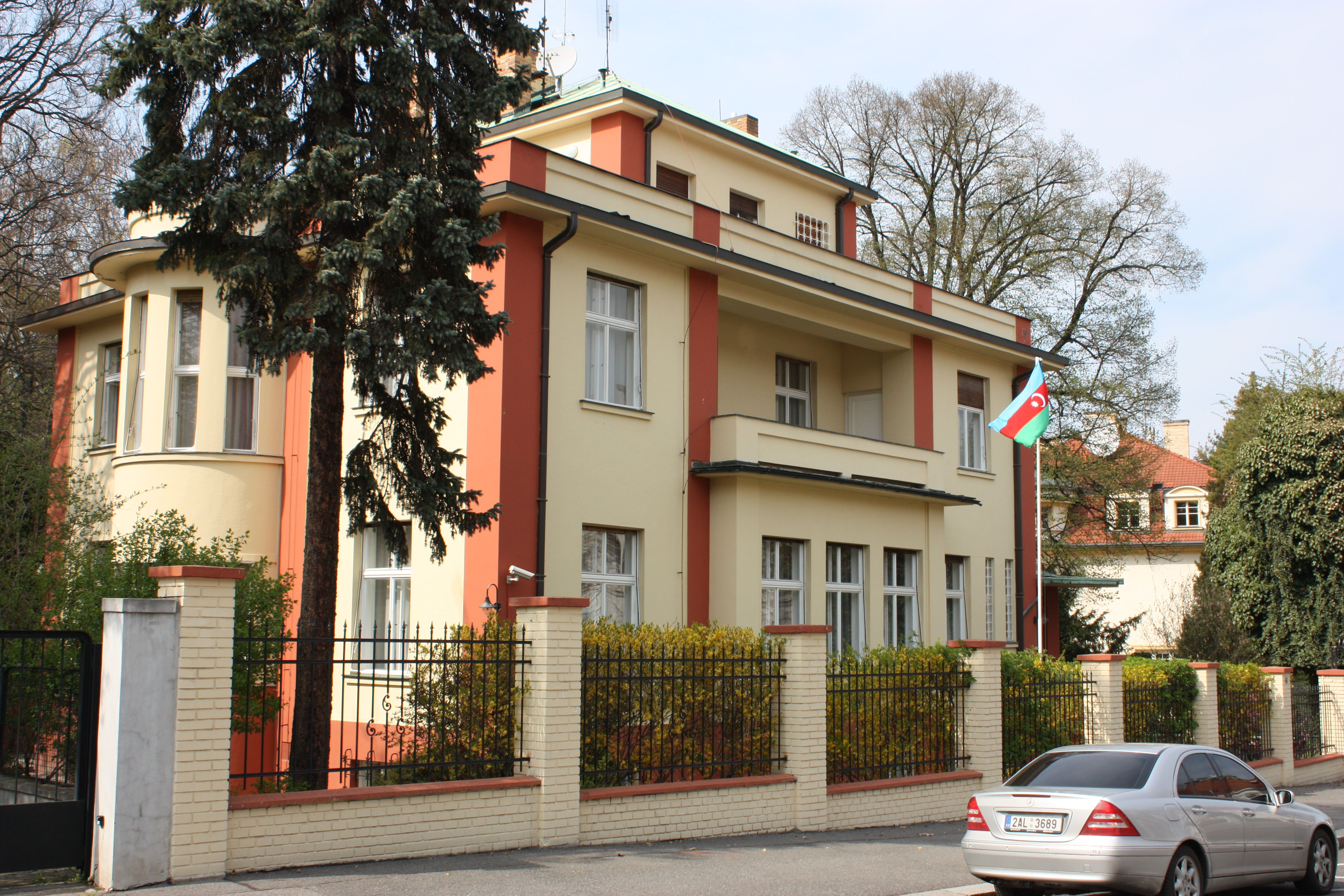
سفارة أذربيجان في براغ

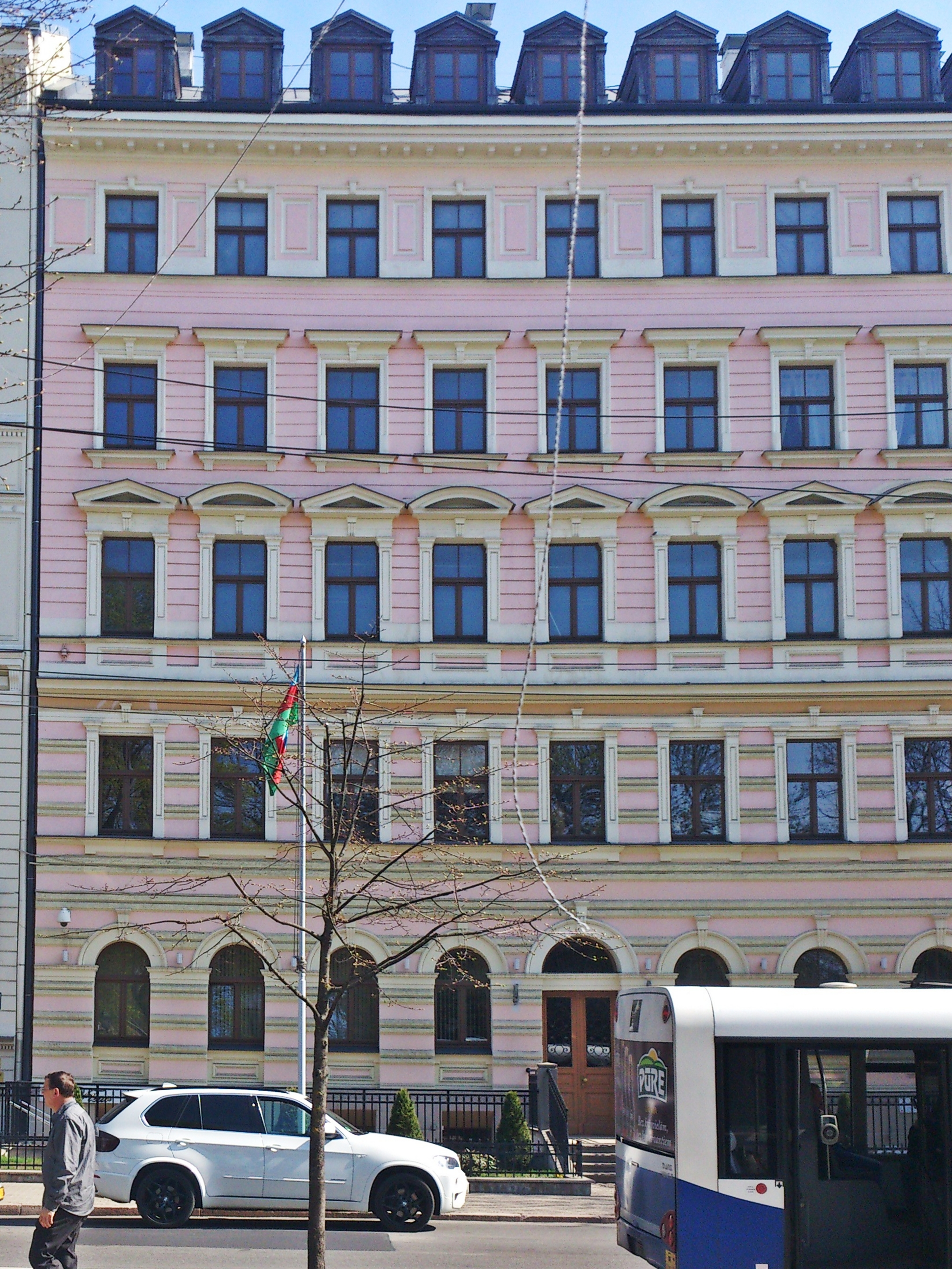
سفارة أذربيجان في ريغا

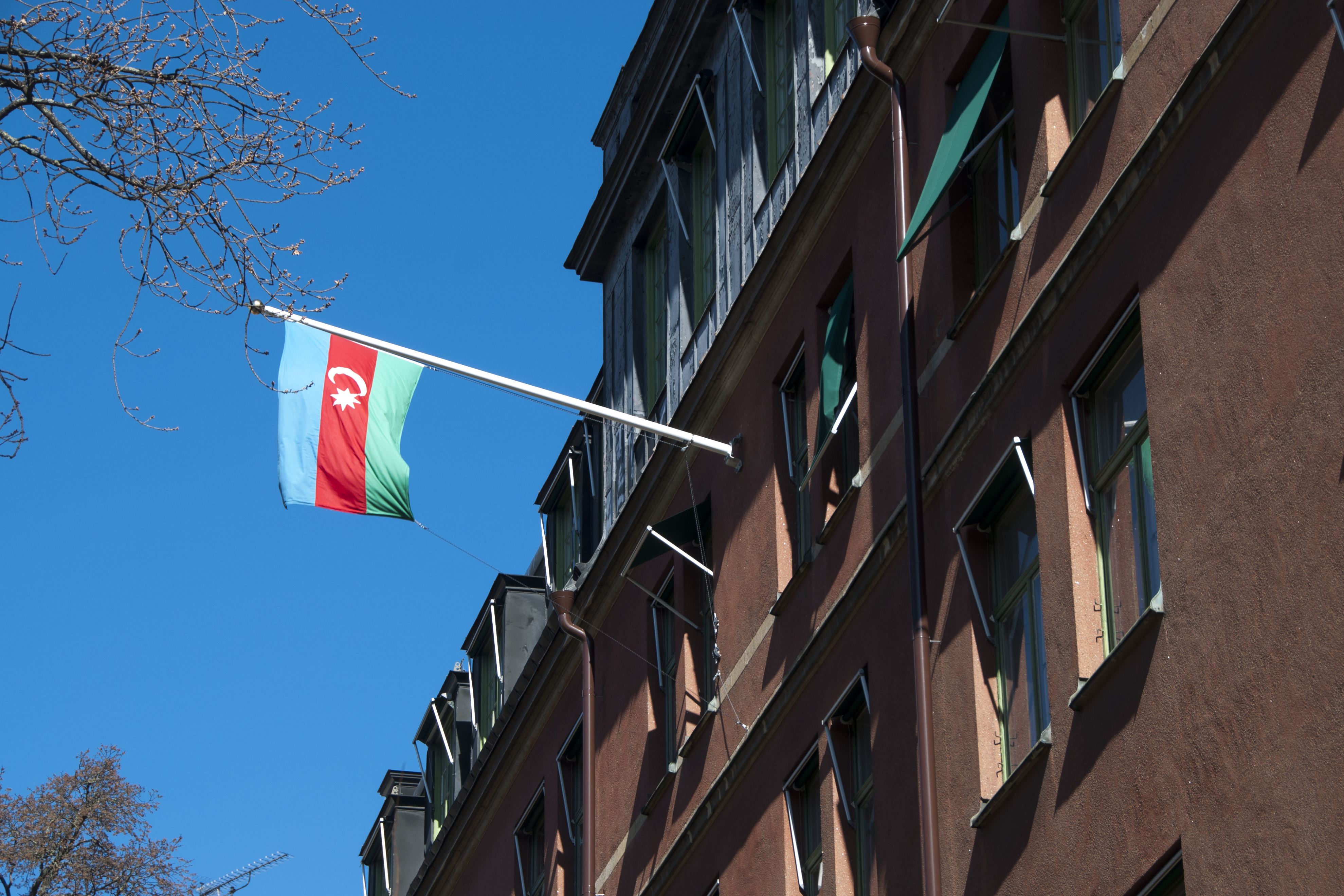
سفارة أذربيجان في ستوكهولم

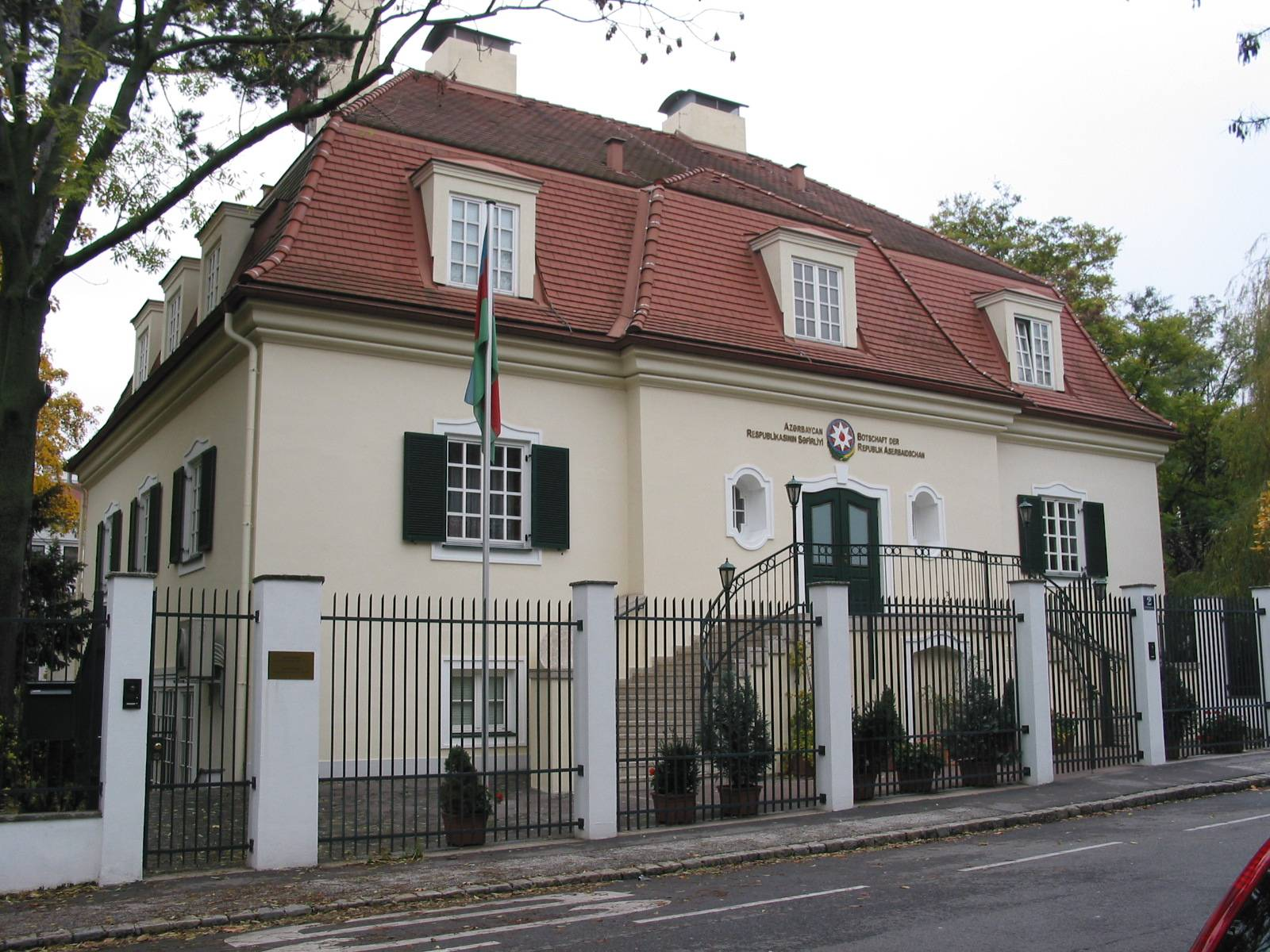
سفارة أذربيجان في فيينا

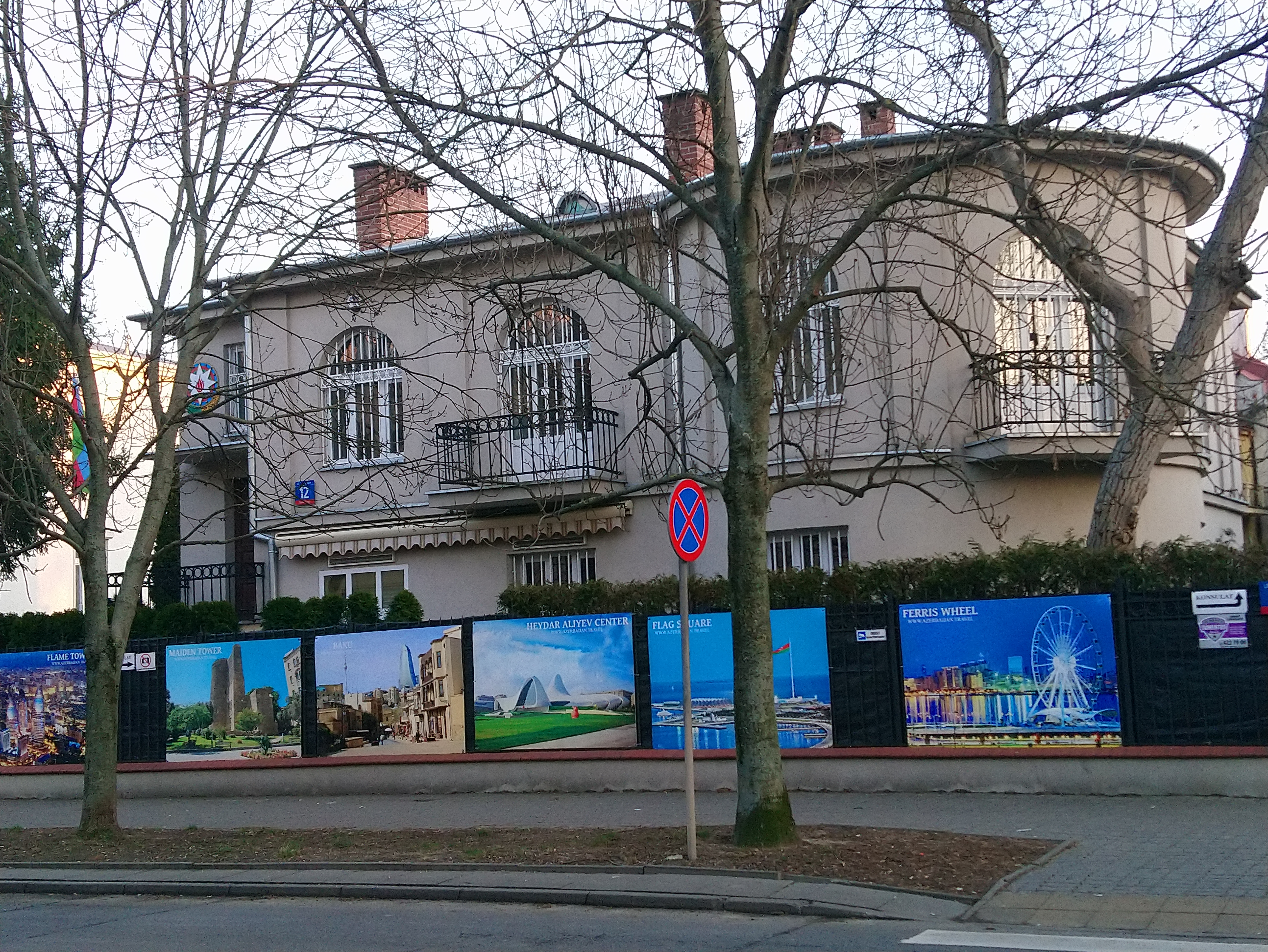
سفارة أذربيجان في وارسو

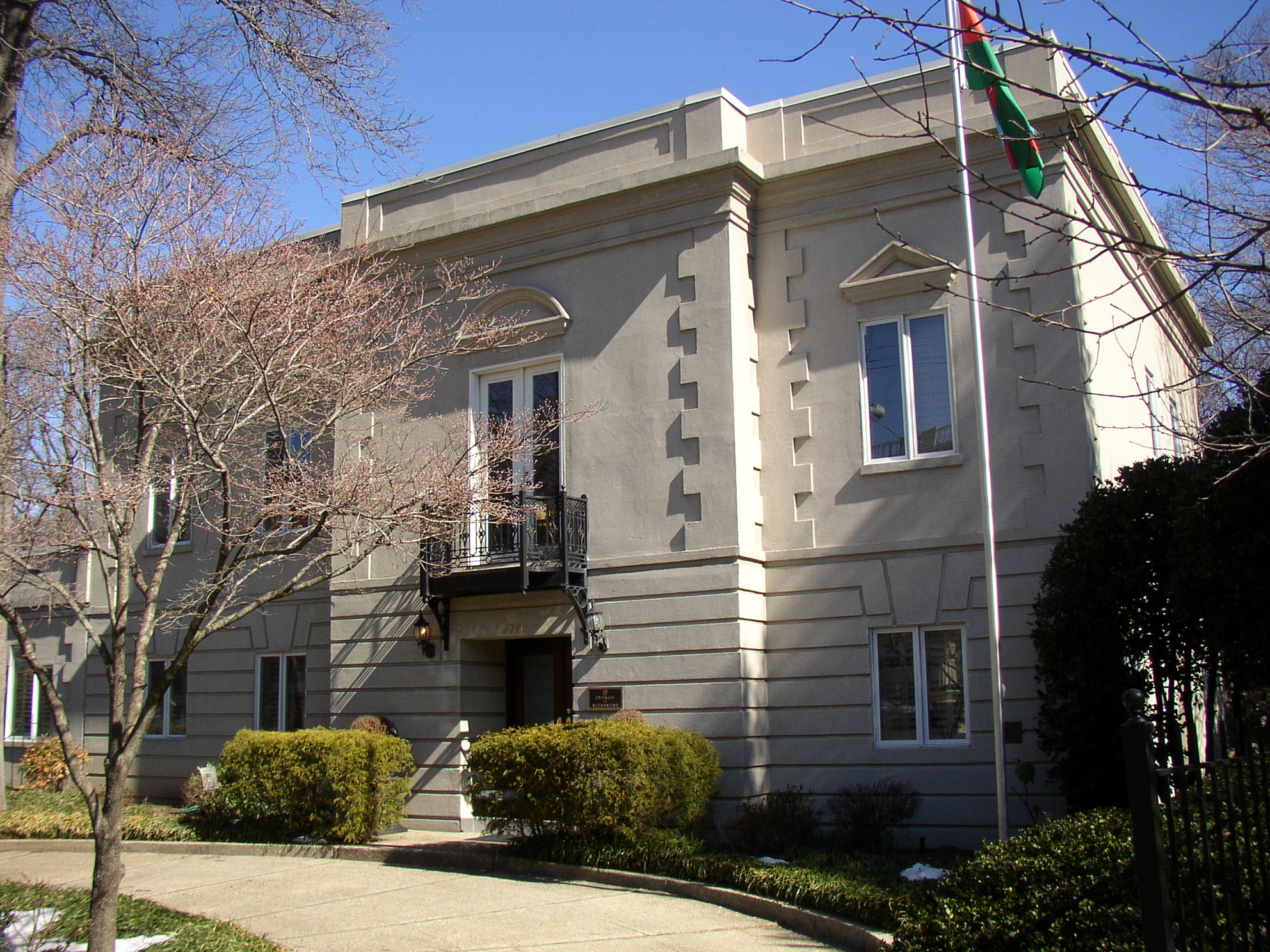
سفارة أذربيجان في واشنطن العاصمة

- الجزائر
  - الجزائر (مدينة) (سفارة)
- مصر
  - القاهرة (سفارة)
- إثيوبيا
  - أديس أبابا (سفارة)
- المغرب
  - الرباط (سفارة)
- جنوب أفريقيا
  - بريتوريا (سفارة)

## الأمريكتين
- الأرجنتين
  - بوينس آيرس (سفارة)
- البرازيل
  - برازيليا (سفارة)
- كندا
  - أوتاوا (سفارة)
- تشيلي
  - سانتياغو (مكتب دبلوماسي)
- كولومبيا
  - بوغوتا (مكتب دبلوماسي)
- كوبا
  - هافانا (مكتب دبلوماسي)
- المكسيك
  - مدينة مكسيكو (سفارة)
- بيرو
  - ليما (مكتب دبلوماسي)
- الولايات المتحدة
  - واشنطن العاصمة (سفارة)
  - لوس أنجلوس (قنصلية عامة)
- أوروغواي
  - مونتفيدو (مكتب دبلوماسي)

## آسيا
- الصين
  - بكين (سفارة)
- جورجيا
  - تبليسي (سفارة)
  - باطوم (قنصلية عامة)
- الهند
  - نيودلهي (سفارة)
- أندونيسيا
  - جاكرتا (سفارة)
- إيران
  - طهران (سفارة)
  - تبريز (قنصلية عامة)
- العراق
  - بغداد (سفارة)
- اليابان
  - طوكيو (سفارة)
- الأردن
  - عمان (مدينة) (سفارة)
- كازاخستان
  - نور سلطان (مدينة) (سفارة)
  - أكتاو (قنصلية عامة)
  - ألماتي (مكتب دبلوماسي)
- الكويت
  - مدينة الكويت (سفارة)
- قرغيزستان
  - بيشكك (سفارة)
- لبنان
  - بيروت (سفارة)
- ماليزيا
  - كوالالمبور (سفارة)
- باكستان
  - إسلام آباد (سفارة)
- قطر
  - الدوحة (سفارة)
- السعودية
  - الرياض (سفارة)
  - جدة (مكتب دبلوماسي)
- كوريا الجنوبية
  - سول (سفارة)
- طاجيكستان
  - دوشنبه (سفارة)
- تركيا
  - أنقرة (سفارة)
  - إسطنبول (قنصلية عامة)
  - قارص (قنصلية عامة)
- تركمانستان
  - عشق آباد (سفارة)
- الإمارات العربية المتحدة
  - أبو ظبي (سفارة)
  - دبي (قنصلية عامة)
- أوزبكستان
  - طشقند (سفارة)
- فيتنام
  - هانوي (سفارة)

## أوروبا
- النمسا
  - فيينا (سفارة)
- روسيا البيضاء
  - مينسك (سفارة)
- بلجيكا
  - إقليم بروكسل العاصمة (سفارة)
- البوسنة والهرسك
  - سراييفو (مكتب دبلوماسي)
- بلغاريا
  - صوفيا (سفارة)
- كرواتيا
  - زغرب (سفارة)
- جمهورية التشيك
  - براغ (سفارة)
- استونيا
  - تالين (سفارة)
- فرنسا
  - باريس (سفارة)
- ألمانيا
  - برلين (سفارة)
- اليونان
  - أثينا (سفارة)
- هنغاريا
  - بودابست (سفارة)
- إيطاليا
  - روما (سفارة)
- لاتفيا
  - ريغا (سفارة)
- ليتوانيا
  - فيلنيوس (سفارة)
- مولدوفا
  - كيشيناو (سفارة)
- الجبل الأسود
  - بودغوريتسا (مكتب دبلوماسي)
- هولندا
  - لاهاي (سفارة)
- بولندا
  - وارسو (سفارة)
- رومانيا
  - بوخارست (سفارة)
- روسيا
  - موسكو (سفارة)
  - سانت بطرسبرغ (قنصلية عامة)
  - يكاترينبورغ (قنصلية عامة)
- صربيا
  - بلغراد (سفارة)
- إسبانيا
  - مدريد (سفارة)
- السويد
  - ستوكهولم (سفارة)
- سويسرا
  - برن (سفارة)
- أوكرانيا
  - كييف (سفارة)
- المملكة المتحدة
  - لندن (سفارة)

## أوقيانوسيا
- أستراليا
  - كانبرا (سفارة)

## منظمات متعددة الأطراف
- إقليم بروكسل العاصمة (بعثة إلى حلف شمال الأطلسي، البعثة إلى الاتحاد الأوروبي)
- جنيف (البعثة الدائمة إلى مكتب الأمم المتحدة والمنظمات الدولية الأخرى )
- إسطنبول (البعثة الدائمة إلى منظمة التعاون الاقتصادي للبحر الأسود)
- جاكرتا (البعثة الدائمة إلى أسيان)
- كييف (البعثة الدائمة إلى منظمة غوام للتطوير الديمقراطي والاقتصادي)
- نيويورك (البعثة الدائمة إلى الأمم المتحدة)
- أوتاوا (البعثة الدائمة إلى منظمة الطيران المدني الدولي)
- باريس (البعثة الدائمة إلى يونسكو)
- الرباط (البعثة الدائمة إلى المنظمة الإسلامية للتربية والعلوم والثقافة)
- الرياض (البعثة الدائمة إلى منظمة التعاون الإسلامي)
- ستراسبورغ (البعثة الدائمة إلىمجلس أوروبا)
- لاهاي (البعثة الدائمة إلى منظمة حظر الأسلحة الكيميائية)